# Marjan Burgar
Marjan Burgar, slovenski biatlonec, * 15. januar 1952, Gorje.
Marjan Burgar je nastopil kot prvi biatlonec, ki je predstavljal Jugoslavijo na Zimskih olimpijskih igrah. Na Zimskih olimpijskih igrah 1980 v Lake Placidu je osvojil 38. mesto v šprintu na 10 km in 35. mesto v teku na 20 km.